# Eneko Goia
Eneko Goia Laso (né à Saint-Sébastien le 30 octobre 1971) est un homme politique basque, membre du EAJ-PNV, et maire de la ville de Saint-Sébastien depuis juin 2015. 

## Biographie
Eneko Goia naît à Saint-Sébastien le 30 octobre 1971. Il étudia dans les écoles Ikasbide Ikastola et Barandiaran Lizeoa.
Il poursuivit ses études de Droit à l'Université du Pays basque et fut diplômé de Droit de l'Union Européenne à l'Université de Deusto. Il fut professeur à l'Institut de Marketing du Pays basque.
Militant du Parti nationaliste basque (EAJ-PNV), il fut député au Parlement Basque (2005-2007), membre de la Députation foral du Guipuscoa chargé des infrastructures routières (2007-2011) et conseiller municipal, porte-parole du PNV alors dans l'opposition, à la mairie de Saint-Sébastien (2011-2015).
En 2015, il fut élu maire de Saint-Sébastien après être arrivé en tête des élections municipales et avoir passé un accord de gouvernement avec le Parti socialiste d'Euskadi (PSE-EE) en échange de l'entrée à l'exécutif municipal de membres du PSE-EE.